# Mirel Rădoi
Mirel Matei Rădoi (Szörényvár, 1981. március 22. –) román válogatott labdarúgó, jelenleg a Román labdarúgó-válogatott szövetségi kapitánya. Posztját tekintve belsővédő, védekező középpályás.

## Sikerei, díjai
Steaua
- Román bajnok (3): 2000–01, 2004–05, 2005–06
- Román szuperkupagyőztes (2): 2001, 2006

Al-Hilal
- Szaúd-arábiai bajnok (2): 2009–2010, 2010–11
- Szaúd-arábiai kupagyőztes (3): 2008–09, 2009–10, 2010–11

Al Ain
- UAE bajnok (2): 2011–12, 2012–13
- UAE kupagyőztes (1): 2013–14
- UAE szuperkupagyőztes (1): 2012

## Statisztikái edzőként
Legutóbb frissítve: 2020. szeptember 7-én
| Csapat         | Nemzet         | –tól                 | –ig                | Eredményességi mutató | Eredményességi mutató | Eredményességi mutató | Eredményességi mutató | Eredményességi mutató | Eredményességi mutató | Eredményességi mutató |     |
| Msz            | Gy             | D                    | V                  | Gy %                  | RG                    | KG                    | GK                    |                       |                       |                       |     |
| -------------- | -------------- | -------------------- | ------------------ | --------------------- | --------------------- | --------------------- | --------------------- | --------------------- | --------------------- | --------------------- | --- |
| FCSB           | román          | 2015. július 10.     | 2016. január 3.    | 20                    | 10                    | 5                     | 5                     | 50                    | 32                    | 12                    | +20 |
| Argeș Pitești  | Román          | 2016. szeptember 17. | 2017. június 12.   | 34                    | 25                    | 7                     | 2                     | 73.53                 | 56                    | 23                    | +33 |
| Románia U21    | Románia        | 2018. március 14.    | 2019. november 27. | 14                    | 8                     | 3                     | 3                     | 57.14                 | 30                    | 14                    | +16 |
| Románia        | román          | 2019. november 27.   | jelenlegi          | 2                     | 1                     | 1                     | 0                     | 50                    | 4                     | 3                     | +1  |
| Teljes karrier | Teljes karrier | Teljes karrier       | Teljes karrier     | 70                    | 44                    | 16                    | 10                    | 62.86                 | 122                   | 52                    | +70 |